# Кетчер (бейсбол)

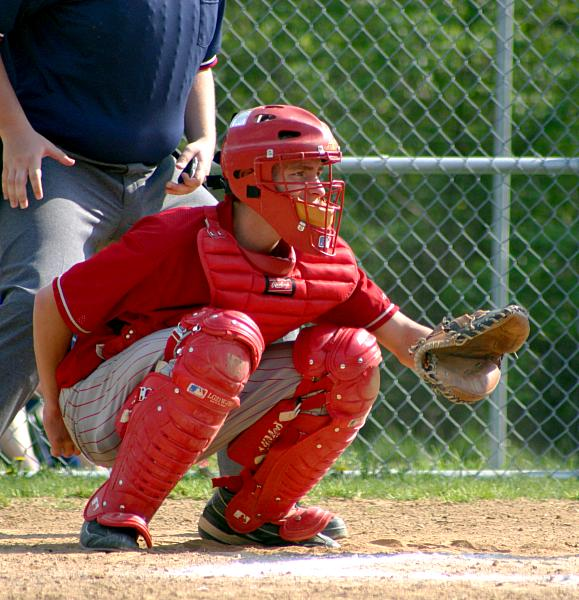
Бейсбольный кетчер перед подачей питчера

Кетчер (англ. catcher — ловец) — игровая позиция в бейсболе и софтболе. Кетчером называют игрока обороняющейся команды, который находится за домом и спиной бэттера, но перед судьёй, и принимает мяч, поданный питчером. Основная задача кетчера — не только поймать мяч, но при помощи знаков дать советы питчеру по выбору наилучшего способа подачи, чтобы вывести бьющего в страйк-аут. Впрочем, помимо этого он может участвовать в игре иными способами, например, играть на первой, реже на третьей базе. Функции кетчера схожи с функциями игрока в крикете, охраняющего воротца.
Находясь позади дома, кетчер может видеть всё происходящее на поле и находится в наилучшем положении чтобы давать советы остальным игрокам обороняющейся команды. Обычно кетчер при помощи жестов руками общается с игроками в поле, обращая их внимание на сильные и слабые стороны атакующей команды. Поскольку кетчер находится в непосредственной близости от взмаха биты и летящего мяча, ему необходимы средства защиты, которые обычно включают в себя нагрудник, лицевую маску, щитки, защищающие голени, и толстые перчатки. Согласно системе нумерации, кетчеру присваивается номер 2.

## Кетчеры в Национальном зале славы бейсбола
По состоянию на 2017 год в Национальный зал славы бейсбола в Коперстауне, штат Нью-Йорк, включены 17 кетчеров.
- Джонни Бенч[англ.]
- Йоги Берра
- Крэйг Биджо
- Роджер Бреснахэн
- Джош Гибсон
- Билл Дики[англ.]
- Рой Кампанелла
- Гэри Картер
- Микки Кокрейн[англ.]
- Эрни Ломбарди[англ.]
- Биз Мэки
- Майк Пьяцца[англ.]
- Иван Родригес[англ.]
- Луис Сантоп[англ.]
- Рик Феррелл[англ.]
- Карлтон Фиск[англ.]
- Габби Хартнетт[англ.]
- Рэй Шалк
- Бак Юинг[англ.]